# Neuferchau
Neuferchau ist Ortschaft und Ortsteil der Stadt Klötze im Altmarkkreis Salzwedel in Sachsen-Anhalt.

## Geographie
Das Dorf Neuferchau, ursprünglich ein Kolonistendorf mit Kirche, liegt neun Kilometer südwestlich von Klötze am Nordrand des Naturparkes Drömling in der Altmark. Durch die Ortschaft fließt der Kuseyer Abzugsgraben.

## Geschichte

### Mittelalter bis Neuzeit
Neuferchau ist eine wendische Gründung.
Das Dorf Neuferchau wurde im Jahre 1472 erstmals urkundlich erwähnt als dat wüste dorp nyen Ferchou, als Kurfürst Albrecht Achilles Werner und Gebhard von Alvensleben mit verschiedenen Besitzungen belehnte. Es war wüst, also nicht besiedelt. Im Jahre 1506 wird das Dorf Nigenferchou genannt, als Kurfürst Joachim I. und sein Bruder, der Markgraf Albrecht, die Verpfändung des halben Schlosssees Gardelegen seitens des Dietrich von Alvensleben an seine Vettern Vieke, Albrecht und Gewert genehmigen.
Noch im 17. Jahrhundert war das Dorf wüst. Wilhelm Zahn zitiert aus einem alten Kirchenbuch über die Neugründung von Neuferchau: Neu Ferchau ist 1697 zuerst angebauet von Kersten Hannover aus Jahrstedt, der sich ein Haus errichtet, welchem andere successive dergestalt gefolgt sind, dass zur Zeit der Einsegnung der Kirche 1767 27 Grundsitzer alhier gewesen. Das eingegangene Dorf Neuferchau soll einen Kilometer südwestlich von dem jetzigen Dorfe auf den sogenannten Hofwiesen gelegen haben.
Weitere Nennungen sind 1745 Verchau neu und auf einer Karte um 1780 Noberskrug oder Neuen Ferchau und 1804 Neu=Ferchau. Im Urmesstischblatt Röwitz von 1823 steht Neu Ferchau oder Nobers Krug.

### Landwirtschaft
Nach 1697 errichteten 19 Pächter ihre Höfe auf den Ländereien, die dem Gut Köbbelitz zugehörten.
Der Ankauf der Feldmark für 8000 Taler erfolgte am 11. November 1812. Nach Hermes und Weigelt soll der Verkauf des Alvenslebenschen Gutes in Neuferchau an die Grundsitzer 1825 erfolgt sein, die den Acker unter sich verteilt haben.
Der erste wirtschaftliche Aufschwung gelang mit der Kultivierung des Drömlings durch den Rittergutsbesitzer Theodor Hermann Rimpau aus Kunrau, der die Entwässerung und Urbarmachung des Feuchtgebietes seit 1850 betrieb. Auch die Separation 1850 führte durch die Zusammenlegung der kleinen Ackerflächen und eine Neuordnung zu höheren Erträgen. 1883 wurde Neuferchau durch feste Straßen erschlossen. Im Jahr 1889 wurde auf der Bahnstrecke Salzwedel–Oebisfelde der Betrieb aufgenommen.
Bei der Bodenreform wurden 1945 ermittelt: 92 Besitzungen unter 100 ha hatten zusammen 1122 Hektar, die Kirche hatte 3 Hektar, die Gemeinde 2 Hektar. Im Jahre 1948 wurde berichtet, dass 6 Erwerber Land aus der Bodenreform erhalten hatten. Im Jahre 1953 entstand die erste Landwirtschaftliche Produktionsgenossenschaft vom Typ III, die LPG „Altmark“. 1960 gab es eine landwirtschaftliche Nutzfläche von 1134 Hektar, davon hatte die LPG Typ III „Altmark“ mit 216 Mitgliedern 1018 Hektar, die LPG Typ I „Ferchau“ 118 Hektar. Nach 1966 ist die LPG Typ I an die LPG Typ III angeschlossen worden, die 1979 als LPG „Altmark“ zur Tierproduktion übergegangen war. Aus der Tierproduktion LPG „Altmark“ Neuferchau entstand am 30. August 1990 die Produktivgenossenschaft „Altmark“ eG Neuferchau.

### Nåberskrôch oder Nobiskrug
Der erste Anbauer von Neuferchau namens Hannover wurde Nower genannt. Er betrieb die Gastwirtschaft, sein Gehöft wurde darum Nowerskrog genannt.
Adalbert Kuhn und Wilhelm Schwartz berichten 1848 aus der mündlichen Überlieferung darüber: Der Nåberskrôch, das Dorf Neu-Ferchau, soll davon seinen Namen haben, daß sich hier ursprünglich ein Krüger an der Landstraße nach Magdeburg angebaut und sich zuerst eine Erdhütte eingerichtet hatte, nach und nach soll er aber durch Würfelspiel mit den Fuhrleuten so reich geworden sein, daß er sich ein schönes Gehöft gebaut, worauf sich denn auch andere dort niedergelaßen und das Dorf Neu-Ferchau entstanden sei. Wenn aber nun die Fuhrleute von Lupitz gekommen sind, so haben sie gesagt: »nu willen wî nå'n Nåberskrôch«.
Wilhelm Zahn ist der Meinung, dass dieser Krug nichts mit dem Nobiskrug zu tun hat, über den Kuhn und Schwarz auch berichten: Im Nobiskrug, heißts in der Altmark, kommen wir alle einmal nach dem Tode zusammen, da wird Karte gespielt…

### Herkunft des Ortsnamens
Der Name kommt vom altslawischen vrŭhŭ und bedeutet so viel wie „hochgelegener Ort“.

### Eingemeindungen
Bis 1807 gehörte das Dorf zum Salzwedelischen Kreis der Mark Brandenburg in der Altmark. Danach lag es ab 1807 im Kanton Brome und ab 1808 bis 1813 im Kanton Jübar auf dem Territorium des napoleonischen Königreichs Westphalen. Ab 1816 gehörte die Gemeinde zum Kreis Salzwedel, dem späteren Landkreis Salzwedel.
Die Gemeinde Neuferchau wurde am 15. Juni 1950 in den Landkreis Gardelegen umgegliedert. Am 25. Juli 1952 kam sie zum Kreis Klötze. Nach dessen Auflösung am 1. Juli 1994 kam Neuferchau zum Altmarkkreis Salzwedel.
Durch einen Gebietsänderungsvertrag hat der Gemeinderat der Gemeinde Neuferchau am 8. Januar 2009 beschlossen, dass Neuferchau in die Stadt Klötze eingemeindet wird. Dieser Vertrag wurde vom Landkreis als unterer Kommunalaufsichtsbehörde genehmigt und trat am 1. Januar 2010 in Kraft.
Nach der Eingemeindung ist Neuferchau Ortsteil und Ortschaft der Stadt Klötze. In Neuferchau wurde ein Ortschaftsrat mit vier Mitgliedern einschließlich Ortsbürgermeister gebildet.

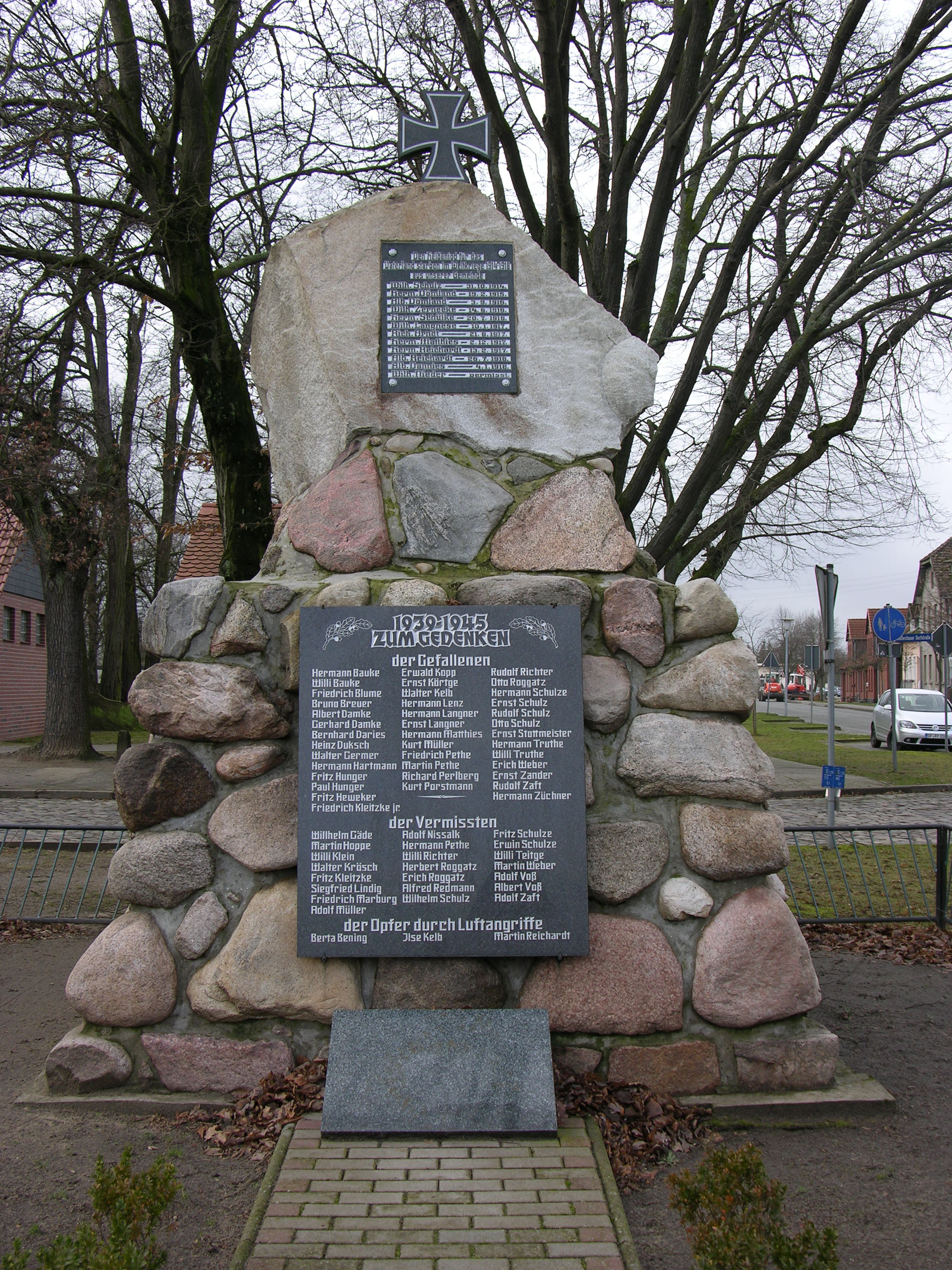
Denkmal für die Gefallenen des Ersten und Zweiten Weltkriegs in Neuferchau (Januar 2012)

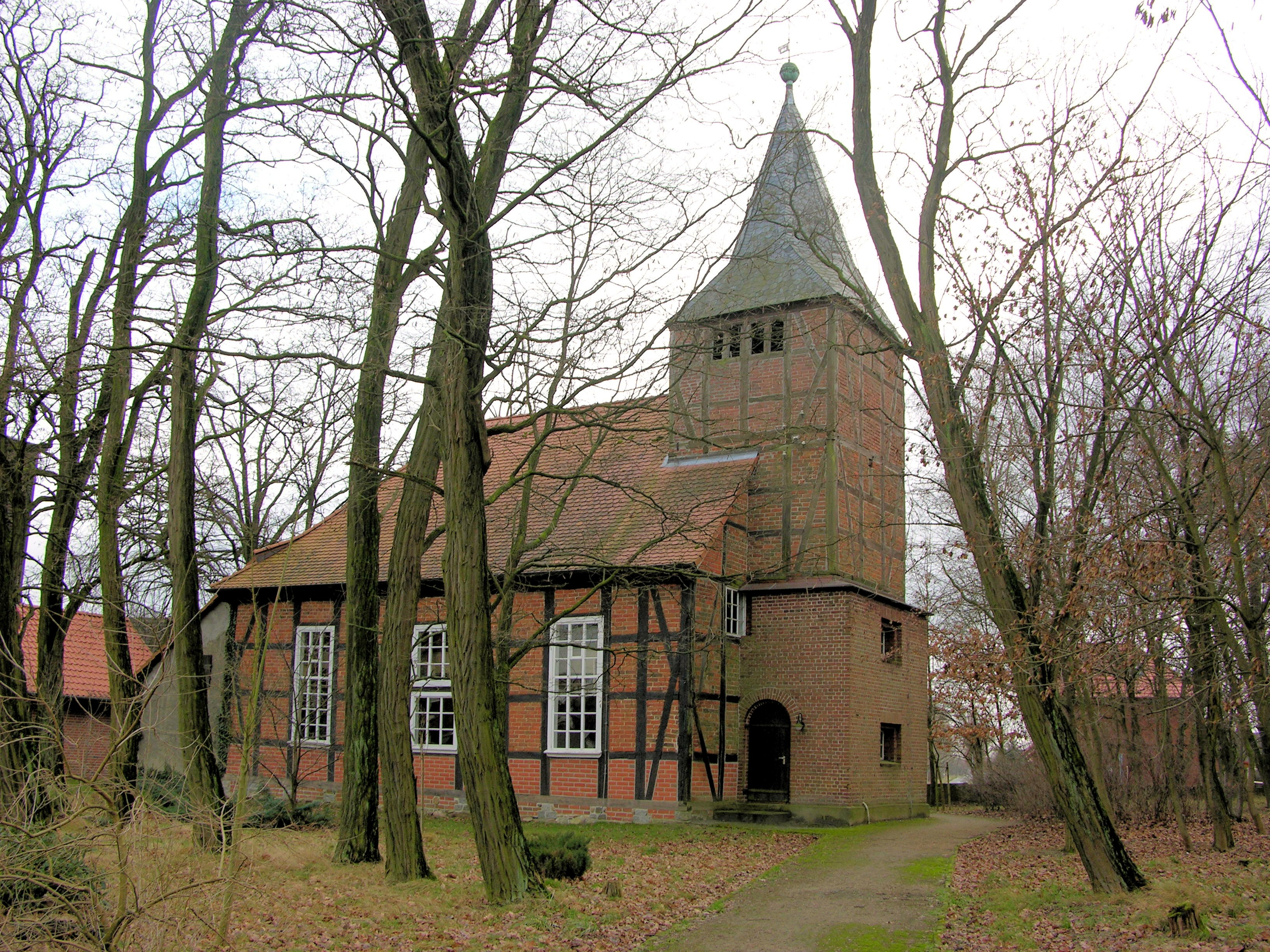
Kirche in Neuferchau (Januar 2012)

### Einwohnerentwicklung

#### Gemeinde
| Jahr | Einwohner |
| ---- | --------- |
| 1774 | 036       |
| 1789 | 158       |
| 1798 | 164       |
| 1801 | 162       |
| 1818 | 103       |
| 1840 | 272       |
| 1864 | 406       |
| 1871 | 407       |
| 1885 | 466       |
| 1892 | [0]474    |

| Jahr | Einwohner |
| ---- | --------- |
| 1895 | 542       |
| 1900 | [0]543    |
| 1905 | 582       |
| 1910 | [0]636    |
| 1925 | 673       |
| 1939 | 583       |
| 1946 | 785       |
| 1964 | 590       |
| 1971 | 559       |
| 1981 | 451       |

| Jahr | Einwohner |
| ---- | --------- |
| 1985 | [00]463   |
| 1990 | [00]446   |
| 1993 | 443       |
| 1995 | [00]427   |
| 2000 | [00]428   |
| 2002 | [00]418   |
| 2006 | [00]422   |
| 2007 | [00]410   |
| 2008 | [00]414   |
| 2009 | [00]404   |

Quelle, wenn nicht angegeben, bis 1993:

#### Ortsteil
| Jahr | Einwohner |
| ---- | --------- |
| 2017 | [00]345   |
| 2018 | [00]372   |
| 2020 | [00]365   |
| 2021 | [00]371   |
| 2022 | [0]371    |
| 2023 | [0]376    |

## Religion
Die evangelischen Christen der Kirchengemeinde Neuferchau, die früher zur Pfarrei Immekath gehörte werden betreut vom Pfarrbereich Steimke-Kusey im Kirchenkreis Salzwedel im Bischofssprengel Magdeburg der Evangelischen Kirche in Mitteldeutschland.

## Politik

### Ortsbürgermeisterin
Ortsbürgermeisterin der Ortschaft Neuferchau ist Heidelore Hanner. Letzter Bürgermeister der Gemeinde war Gerhard Brüggemann.

### Ortschaftsrat
Bei der Ortschaftsratswahl am 9. Juni 2024 stellte sich die Wählergemeinschaft „Zukunft mit uns“ Neuferchau zur Wahl. Sie errang alle 4 Sitze. Gewählt wurden 2 Ortschaftsrätinnen und 2 Räte:
Die Wahlbeteiligung betrug 75,66 Prozent.

### Wappen
Das Wappen wurde am 18. August 1995 durch das Regierungspräsidium Magdeburg genehmigt.
Blasonierung: „In Silber ein grüner Maulbeerzweig mit zwei roten Früchten; im grünen Schildfuß ein silberner Pflug.“
Die Farben der Gemeinde sind Grün - Silber (Weiß).
Die Hauptfigur des Wappens – der Maulbeerzweig mit Früchten – ist gemeindespezifisch. Im 18. Jahrhundert wurden in Neuferchau über 60 Maulbeerbäume gepflanzt, um durch Seidenraupenzucht einen Broterwerb zu schaffen. Zwei dieser markanten Bäume sind davon erhalten geblieben, sie stehen vor der Kirche und prägen somit das Bild des Ortsmittelpunktes. Die roten Früchte symbolisieren die Fruchtbarkeit der Gemarkung, das sich entfaltende Blatt bedeutet Wachsen und Gedeihen Neuferchaus. Der silberne Pflug im grünen Schildfuß weist auf den Landwirtschaftscharakter des Ortes hin.
Das Wappen wurde von der Magdeburger Heraldikerin Erika Fiedler gestaltet.

### Flagge
Die Flagge ist Grün-Weiß (1:1) gestreift mit dem aufgelegten Gemeindewappen. Die Gemeindeflagge kann die Form der Hissflagge, der Querflagge, der Hängefahne, des Banners und des Wimpels haben.

## Kultur und Sehenswürdigkeiten

### Bauwerke
- Durch den Herrn von Alvensleben auf Isenschnibbe wurde im 18. Jahrhundert eine Kollekte für den Bau einer Kirche und einer Schule durchgeführt.
- Die evangelische Dorfkirche Neuferchau, ein rechteckiger Fachwerksaal aus dem Jahre 1755, wurde am 13. März 1757 eingeweiht.
- 1744 trat der erste Lehrer seinen Dienst an.
- 1759 wurde der Friedhof um die Kirche herum angelegt. Dabei wurden 61 Maulbeerbäume gepflanzt. Die Blätter wurden zur Zucht von Seidenraupen verwendet.

### Vereine
Im Dorf wird ein reges Vereinsleben gepflegt. Der älteste Verein, der Männergesangverein 1863 Neuferchau e. V., existiert seit 1863.
Weitere Vereine:
- Sportverein SG Neuferchau/Kunrau (Handball)
- Tanzverein der alten Frauen (Klub Sonnenschein)
- Karnevalsverein (mit jährlichen öffentlichen Veranstaltungen)
- Jugendclub
- Freiwillige Feuerwehr Neuferchau

## Wirtschaft und Infrastruktur
Im Dorf wurden nach 1990 die Infrastruktur sowie die meisten Häuser und Höfe saniert. Von den einstmals gepflanzten Maulbeerbäumen, die auch im Wappen der Gemeinde zu finden sind, sind noch zwei erhalten. Im Jahre 1992 wurde eine „Einheitseiche“ anlässlich des ersten Dorffestes gepflanzt.
Die Produktivgenossenschaft „Altmark“ eG Neuferchau hält Jungrinder, betreibt eine Schweinemastanlage und ist auch im Ackerbau tätig, wo wird vorrangig Roggen und Silomais für die eigene Biogasanlage angebaut wird.